# Финляндия на летних Олимпийских играх 2020
Финляндия принимает участие в летних Олимпийских играх 2020 года, которые первоначально должны были пройти с 24 июля по 9 августа 2020 года в городе Токио, Япония, но в связи с пандемией COVID-19 Международный олимпийский комитет принял решение перенести Игры на 2021 год (23 июля — 8 августа).
Медали: плавание, мужчины, 200 м брассом, Матти Маттссон — бронза; бокс, женщины в весовой категории до 60 кг, Мира Потконен — бронза.
По достигнутой договорённости с Discovery Channel, трансляцию игр на территории Финляндии будет вести финская телерадиокомпания YLE.
Подготовка к Олимпиаде началась с 2010 года, когда Олимпийский комитет Финляндии учредил специальную комиссию по реформированию спорта больших достижений с целью сделать из Финляндии самого успешного представителя стран Северной Европы на соревнованиях. Комиссии было предложено использовать новозеландскую модель подготовки спортсменов, по которой усиленная подготовка сконцентрирована лишь на нескольких видах спорта, а тренировки проходят в едином подготовительном центре, однако комиссия не приняла это предложение. Кроме того, отмечается общее сокращение государственного финансирования на подготовку спортсменов к Олимпиаде.

## Состав сборной
Бадминтон
1. Калле Кольонен
2. Айри Миккеля

 Парусный спорт
1. Квота 1
2. Квота 2

 Стрельба
1. Квота 1

## Результаты соревнований

### Парусный спорт
Соревнования по парусному спорту в зависимости от класса состояли из 10 или 12 гонок. В каждой гонке спортсмены начинали заплыв с общего старта. Победителем каждого из заплыва становился экипаж, первым пересекший финишную черту. Количество очков, идущих в общий зачёт, соответствовало занятому командой месту. 10 лучших экипажей по результатам 10 заплывов попадали в медальную гонку, результаты которой также шли в общий зачёт. В медальной гонке, очки, полученные экипажем удваивались. В случае если участник соревнований не смог завершить гонку ему начислялось количество очков, равное количеству участников плюс один. При итоговом подсчёте очков не учитывался худший результат, показанный экипажем в одной из гонок. Сборная, набравшая наименьшее количество очков, становилась олимпийским чемпионом.
Первые путёвки на Игры в Токио были разыграны на чемпионате мира 2018 года в Орхусе, где финские спортсмены завоевали две олимпийские лицензии из десяти возможных. Олимпийские лицензии для страны заработали Каарле Таппер и Моника Миккола.
Мужчины
| Класс | Спортсмены | Гонка | Гонка | Гонка | Гонка | Гонка | Гонка | Гонка | Гонка | Гонка | Гонка | Гонка         | Гонка         | Гонка | Очки | Место |
| Класс | Спортсмены | 1     | 2     | 3     | 4     | 5     | 6     | 7     | 8     | 9     | 10    | 11            | 12            | M     | Очки | Место |
| ----- | ---------- | ----- | ----- | ----- | ----- | ----- | ----- | ----- | ----- | ----- | ----- | ------------- | ------------- | ----- | ---- | ----- |
| Лазер |            |       |       |       |       |       |       |       |       |       |       | не проводится | не проводится |       |      |       |

Женщины
| Класс        | Спортсмены | Гонка | Гонка | Гонка | Гонка | Гонка | Гонка | Гонка | Гонка | Гонка | Гонка | Гонка         | Гонка         | Гонка | Очки | Место |
| Класс        | Спортсмены | 1     | 2     | 3     | 4     | 5     | 6     | 7     | 8     | 9     | 10    | 11            | 12            | M     | Очки | Место |
| ------------ | ---------- | ----- | ----- | ----- | ----- | ----- | ----- | ----- | ----- | ----- | ----- | ------------- | ------------- | ----- | ---- | ----- |
| Лазер Радиал |            |       |       |       |       |       |       |       |       |       |       | не проводится | не проводится |       |      |       |

### Стрельба
Квалификационный отбор в стрельбе состоял из множества соревнований, по итогам которых победители, и в ряде случаев призёры, получали для своих стран олимпийские квоты. При этом для квалификации на Игры стрелок должен в течение олимпийского цикла выполнить соответствующий квалификационный норматив.
Первую олимпийскую лицензию в стрельбе для сборной Финляндии принёс Лари Песонен, ставший лучшим среди представителей неквалифицированных ранее стран, на этапе Кубка мира в южнокорейском Чханвоне в дисциплине скит.
Мужчины
| Соревнование | Спортсмены | Квалификация | Квалификация | Полуфинал | Полуфинал | Финал               | Финал |
| Соревнование | Спортсмены | Результат    | Место        | Результат | Место     | Соперник/ Результат | Место |
| ------------ | ---------- | ------------ | ------------ | --------- | --------- | ------------------- | ----- |
| скит         |            |              |              |           |           |                     |       |